# Уайлдинг, Майкл
Майкл Чарльз Гонтлет Уайлдинг (англ. Michael Wilding; 23 июля 1912, Ли-он-Си, Эссекс — 8 июля 1979, Чичестер, Западный Суссекс) — английский актёр.

## Биография
Начинал как художник по рекламе. С 1933 г. работал как художник на Лондонской киностудии, тогда же дебютировал как актёр. В 1960-х был вынужден почти прекратить сниматься из-за болезни (всю жизнь страдал эпилепсией).
Умер от травм головы, полученных в результате падения в лестничный пролёт во время эпилептического припадка. Его тело было кремировано, прах развеян.
Был женат четыре раза. Вторая жена — Элизабет Тейлор (1952—1957), от неё — сыновья Майкл Говард (р. 1953) и Кристофер Эдуард (р. 1955). Четвёртая жена — Маргарет Лейтон (1964—1976).

## Избранная фильмография
- 1941 — Киппс / Kipps — Ронни Уолшингем
- 1942 — В котором мы служим / In Which We Serve — Флэгс
- 1947 — Идеальный муж / An Ideal Husband — лорд Артур Горинг
- 1949 — Под знаком Козерога / Under Capricorn — Чарльз Эдер
- 1950 — Страх сцены / Stage Fright — инспектор Уилфред Смит
- 1954 — Египтянин / The Egyptian — Эхнатон
- 1955 — Хрустальный башмачок / The Glass Slipper — принц Чарльз
- 1970 — Ватерлоо / Waterloo — сэр Уильям Понсонби
- 1972 — Леди Каролина Лэм / Lady Caroline Lamb — лорд Холланд